# Guido Vadalá
Guido Vadalá (Rosario, 8 februari 1997) is een Argentijns voetballer die doorgaans als vleugelspeler speelt. Hij stroomde in 2015 door vanuit de jeugd van Boca Juniors.

## Clubcarrière
Vadalá, bijgenaamd La Joya, is afkomstig uit de jeugdopleiding van Boca Juniors. Op 18 februari 2015 debuteerde hij in de Copa Libertadores 2015 tegen het Chileense CD Palestino. Hij viel na 78 minuten in voor Sebastián Palacios. Boca Juniors won met 0–2 in Chili. Op 17 april 2015 mocht de vleugelspeler opnieuw invallen tegen CD Palestino. In juli 2015 werd Vadalá betrokken in een overgang van Carlos Tévez naar Boca Juniors. Vadalá werd daarbij voor twee seizoenen verhuurd aan Juventus.